# Интернациональные бригады

Эмблема Интербригад

Знамя интербатареи имени Коларова. 1937

Знамя 1-го батальона имени Линкольна

Знамя 13-й интербригады имени Домбровского

Интернациона́льные брига́ды или Интербрига́ды (исп. Brigadas Internacionales) — вооружённые подразделения, сформированные из иностранных добровольцев левых взглядов (преимущественно из коммунистов, социалистов, анархистов, левых либералов и националистов), участвовавшие в испанской гражданской войне на стороне республиканцев в 1936—1938 годах.
Бригады первоначально формировались в основном по национальному принципу. Больше всего среди иностранных добровольцев было граждан Франции (почти 25 %), Польши (около 10 %), Италии (почти 10 %), Германии, США. С 1937 года в Интербригады стали зачисляться призывники-испанцы, вскоре составившие большинство (до 90 %) в личном составе Интербригад.
Интербригады использовались против испанских националистов, которыми руководил генерал Франсиско Франко, поддерживаемый активной военной помощью со стороны нацистской Германии Адольфа Гитлера и фашистской Италии Бенито Муссолини.
Всего за время гражданской войны в Испании в рядах интернациональных бригад побывало около 30 тысяч иностранцев (не одновременно). Почти 5 тысяч из них погибли или пропали без вести (больше других — граждан Франции, а также Италии и Польши), ещё около 6 тысяч дезертировали или были казнены по приказам командования интербригад. Большинство иностранных добровольцев уезжали из Испании после 3 — 6 месяцев службы в Интербригадах.

## История создания Интербригад

Бойцы 14-й интербригады, 1937 г.

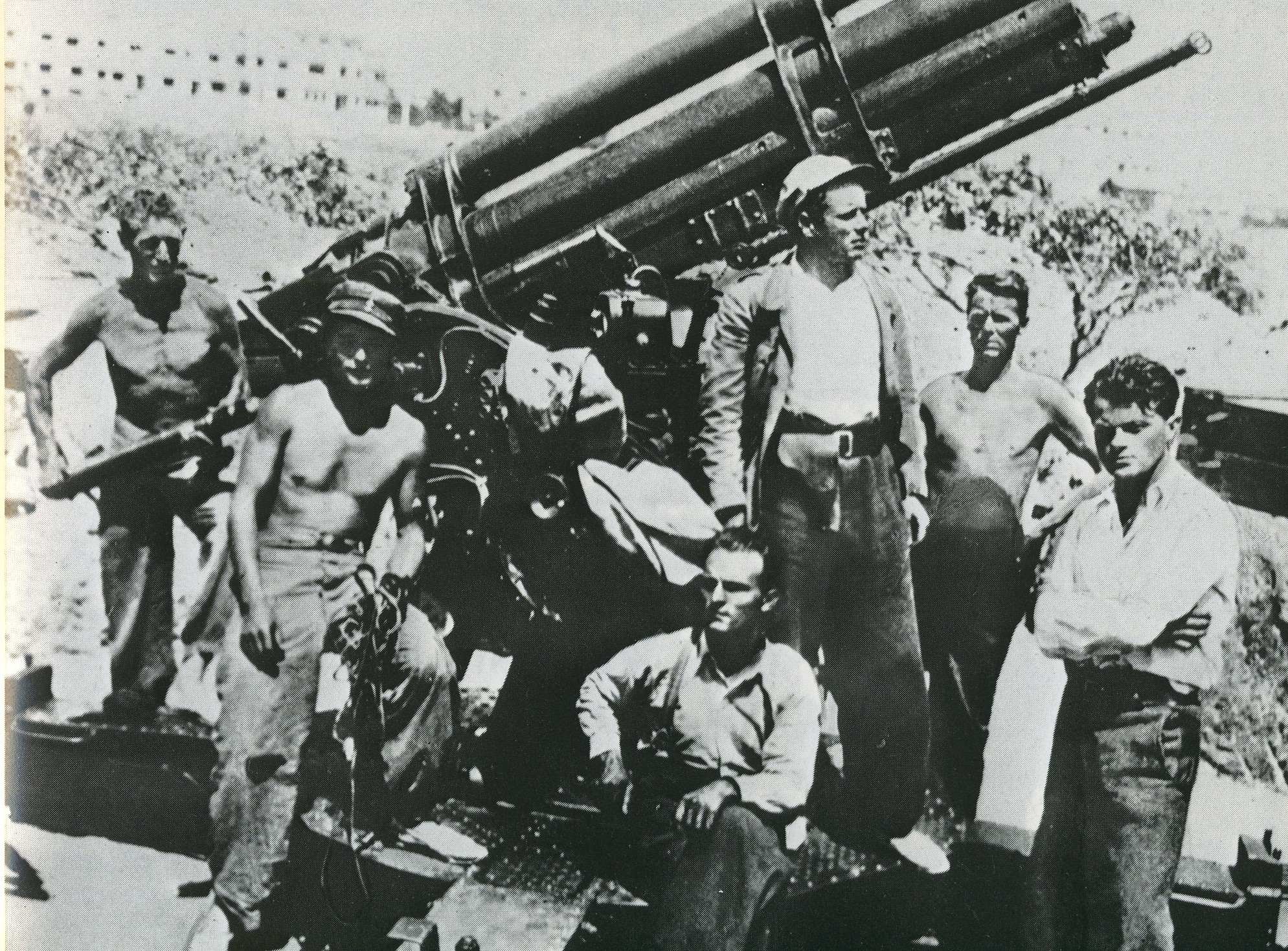
Бойцы чешской батареи им. К. Готвальда. 1937 г.

Командный состав 14-й интербригады

Служебное предписание командира 13 интербригады Клаудиуса Чиспы, 1937 г.

Бойцы немецкой интербригады. 1937 г.

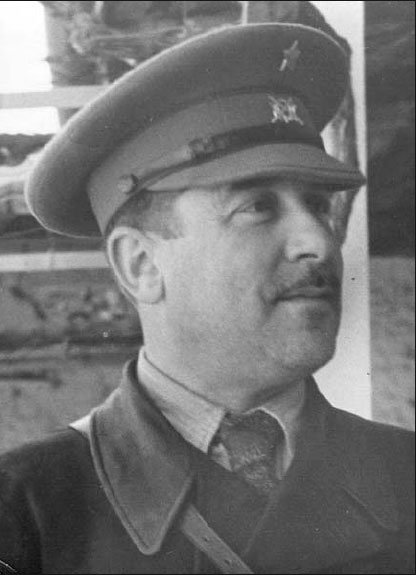
Генерал Лукач — венгр Матэ Залка, командир 12-й интербригады. Убит 11 июня 1937 г.

Решение сформировать Интернациональные бригады было принято Исполкомом Коминтерна 18 сентября 1936 года.
 Первая группа добровольцев прибыла на базу в испанском городе Альбасете 13 октября. Правительство Испании официально объявило Интербригады входящими в его вооружённые силы с 22 октября 1936 г.
Изначально непосредственное и прямое руководство всеми Интербригадами исполком Коминтерна возложил на француза Андре Марти.
1 ноября 1936 года Марти доложил в Москву (руководству Коминтерна), что в Альбасете уже собрано три тысячи иностранных добровольцев, из них две тысячи уже зачислены в четыре батальона. Согласно докладу Марти: 

«Большинство добровольцев из Италии, Германии, Франции, Балканских стран и Польши. 80 % — коммунисты и социалисты. Треть не имеет военной подготовки. Численность командных кадров незначительна, недостаточен боевой опыт. Мне необходимы 20 командиров батальонного и ротного уровня, обязательно говорящие по-французски.»— РГВА, ф. 33987, оп. 3, д. 832, л. 309
Первой была сформирована 11-я интербригада, в составе трёх батальонов (немецкого, французского, польского). Андре Марти назначил командиром этой бригады Моше Штерна (уроженец Австро-Венгрии, присланный из Москвы Коминтерном). Командиром следующей сформированной интербригады, 12-й (три батальона — итальянский, французский, немецкий), Андре Марти назначил Белу Франкля (известного под псевдонимом Мате Залка, также уроженец Австро-Венгрии, также присланный из Москвы Коминтерном).
Эти две интербригады (численностью 1,9 тыс. и 1,6 тыс. бойцов) были брошены в бои под Мадридом в середине ноября 1936 года. После трёх недель боёв в бригадах осталась половина личного состава.
Всего было создано семь интербригад. По данным на август 1937 года (из доклада комдива К. А. Мерецкова и полковника Б. М. Симонова маршалу К. Е. Ворошилову):

«11-я интербригада. Немецко-австрийская. 3 батальона. В составе бригады лишь 8-10 % интернационалистов (всего около 200 человек), остальные — испанцы. В действительности бригада больше не интернациональная.
12-я интербригада. Итальянская. 3 батальона. Итальянцев немногим больше 200 человек, остальные испанцы. Командир бригады итальянец Паччарди (социалист) имеет крайне пессимистичное настроение.
13-я интербригада („Домбровский“). Польская. 4 батальона. В 1-м батальоне всего 200 поляков. Во 2-м франко-бельгийском батальоне — 100 французов. В 3-м батальоне („Ракоши“) — 100 человек с Балкан. В 4-м формирующемся батальоне — 120 поляков.
14-я интербригада. Франко-испанская. Общая численность бригады лишь 1100 человек.
15-я интербригада. Смешанного состава. 5 батальонов. 1-й батальон — английский, 2-й батальон — американский, 3-й батальон — франко-бельгийский, 4-й батальон („Димитров“) — славянский, и 5-й батальон — испанский. В июльских боях бригада понесла очень тяжёлые потери.
16-я интербригада. Смешанного состава. Очень малочисленна и имеет незначительный процент иностранцев.
50-я интербригада. Смешанного состава. 4 батальона, очень малочисленные. В 1-м батальоне („Чапаев“) 90 интернационалистов из Центральной Европы и 300 испанских призывников. Во 2-м батальоне 40 французов. 3-й и 4-й батальоны испанские.
Отдельный батальон „Джуракович“. Югославский. 100 человек. Придан 45-й дивизии.
Отдельный американский батальон. Вновь формирующийся. 325 человек. Придан 15-й дивизии.

Две отдельные пулемётные роты. Французские. Слабого состава.» — РГВА, ф. 33987, оп. 3, д. 1033, л. 95-101
Во Франции, в главном центре по набору добровольцев для интербригад, желающих отправиться в Испанию в случае, если они не были членами коммунистических партий, обычно опрашивал советский сотрудник разведки НКВД. Большинству добровольцев с паспортами предлагали оставить их в проверочном центре, после чего эти документы направлялись в Советский Союз дипломатической
почтой для последующего использования советской разведкой. НКВД особенно было довольно двумя тысячами паспортов США, которыми потом пользовались советские разведчики-нелегалы.
Андре Марти занимался поиском «троцкистских агентов» в Интербригадах. Когда руководители французских коммунистов были вынуждены вызвать его для объяснений, Марти подтвердил, что отдал приказ о расстреле пятисот бойцов и командиров Интербригад. Все казнённые, по его мнению, совершили «различные преступления» и «занимались шпионажем в пользу Франко».

## Участие в войне
Из доклада в Москву представителя Коминтерна в Испании Пальмиро Тольятти (кличка — Альфредо) от 29 августа 1937 года:

 «Ситуация в Интернациональных бригадах в целом не может считаться хорошей… Война длится дольше, чем рассчитывали наши товарищи. Многие добровольцы, приехавшие сюда в расчете лишь на несколько месяцев, теперь беспокоятся за свою судьбу, а также за свои семьи и их дела. Такие настроения особенно распространены среди добровольцев из спокойных стран (Франция, Соединённые Штаты Америки и т. д.); от них можно услышать следующее: «Стоит ли здесь оставаться, наступления одно за другим, нас всех убьют или тяжело ранят» (информация от тов. Галло о 12-й бригаде). Тема возвращения поднимается всё чаще и настойчивей. Об этом говорят не только деморализованные элементы, но повсеместно и почти во всех бригадах. Представитель Коммунистической партии Соединённых Штатов, например, предъявил Главнокомандованию и секретариату Коммунистической партии Испании требование, чтобы все американские добровольцы отправлялись домой после 6 месяцев пребывания в Испании… Крупные проблемы возникли с итальянской бригадой. Командир бригады (Паччиарди — республиканец, очень искусный демагог, близкий бойцам, возможно более, чем наши товарищи), по завершении операции «Брунете» открыто поднял вопрос о роспуске итальянской бригады. Он аргументировал своё предложение так: «…наши потери с каждым днём всё больше, трудности с набором новых итальянцев, пополнение из испанских призывников никуда не годится…»— РГАСПИ. Ф. 84. Оп. 1. Д. 20. Л. 1-29
В докладе (от 26 июля 1938 г.) заместителя начальника Разведывательного Управления РККА, старшего майора государственной безопасности Гендина, наркому обороны СССР, маршалу Советского Союза Ворошилову говорится:

Тяжёлые июльские (1937) бои в Брунете, в которых участвовали почти все интернациональные части, ослабили моральный дух войск. Это, в сочетании с систематическими действиями пятой колонны, привело к тому, что в конце июля — начале августа базу в Альбасете наводнили многочисленные деморализованные элементы, покинувшие свои части. Опасность угрожала, что интернациональные части распадутся. 1 августа командиром базы был назначен полковник Белов. В качестве необходимой меры был организован концентрационный лагерь для элементов, описанных выше. Через этот лагерь с 1 августа по октябрь прошло 4 тысячи человек. С помощью интенсивной политической и военной работы мы смогли вернуть до 80 % на фронт в качестве хороших антифашистских бойцов.
— РГВА, ф. 33987, оп. 3, д. 1149, л. 260—269
Общее число добровольцев, приехавших в Испанию воевать в Интербригадах, составило около 31 тысячи. Из них около 6 тысяч (19 %) дезертировало или было казнено своим командованием — больше, чем погибло или пропало — менее 5 тысяч (15 %).
Число интернационалистов в боевых частях единовременно — никогда не превышало 6—8,5 тысяч, а максимальная общая одновременная численность — 20 тысяч.

Трудящиеся! ПОУМ ждет вас! Агитационный плакат республиканской партии ПОУМ, 1936 г.
Победить или умереть! Плакат республиканской партии ПОУМ, 1936 г.
Плакат «Но пасаран!» интербригад, 1937 г.
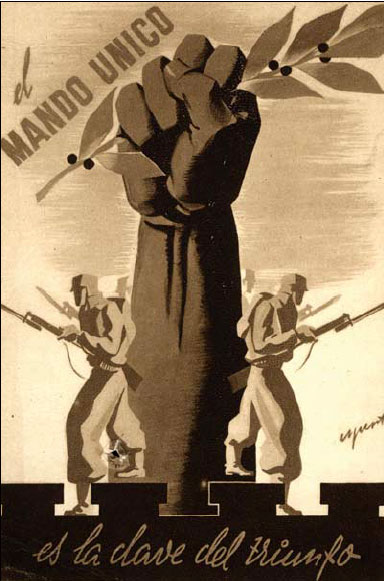
Единое командование — ключ к победе. Открытка Совета обороны Мадрида. 1937 г.

## Командиры бригад
- Томпсон, Роберт Джордж - 15 Итербригада командир канадской роты "Батальон Линкольна".

## Национальный состав и потери

Листовка Франсиско Франко к бойцам Интербригад. 1937

Прощальный парад интербригад в Барселоне. Октябрь, 1938 год.

По докладу Гендина, больше всего из приехавших в Интербригады было граждан следующих стран:
| Страна               | Число граждан | Погибшие и пропавшие | % потерь к числу граждан данной страны в интербригадах |
| -------------------- | ------------- | -------------------- | ------------------------------------------------------ |
| Франция              | 8778          | 942                  | 10,7 %                                                 |
| Польша               | 3034          | 466                  | 15,4 %                                                 |
| Италия               | 2908          | 526                  | 18,1 %                                                 |
| США                  | 2274          | 276                  | 12,1 %                                                 |
| Германия             | 2180          | 308                  | 14,1 %                                                 |
| Великобритания       | 1806          | 124                  | 6,9 %                                                  |
| Бельгия              | 1701          | 185                  | 10,9 %                                                 |
| Чехословакия         | 1046          | 133                  | 13 %                                                   |
| Прибалтийские страны | 862           | 179                  | 21 %                                                   |
| Австрия              | 846           | 138                  | 16 %                                                   |
| Скандинавские страны | 662           | 91                   | 14 %                                                   |
| Нидерланды           | 586           | 42                   | 7 %                                                    |
| Канада               | 510           | 71                   | 14 %                                                   |
| Венгрия              | 510           | 56                   | 11 %                                                   |
| Швейцария            | 406           | 78                   | 19 %                                                   |

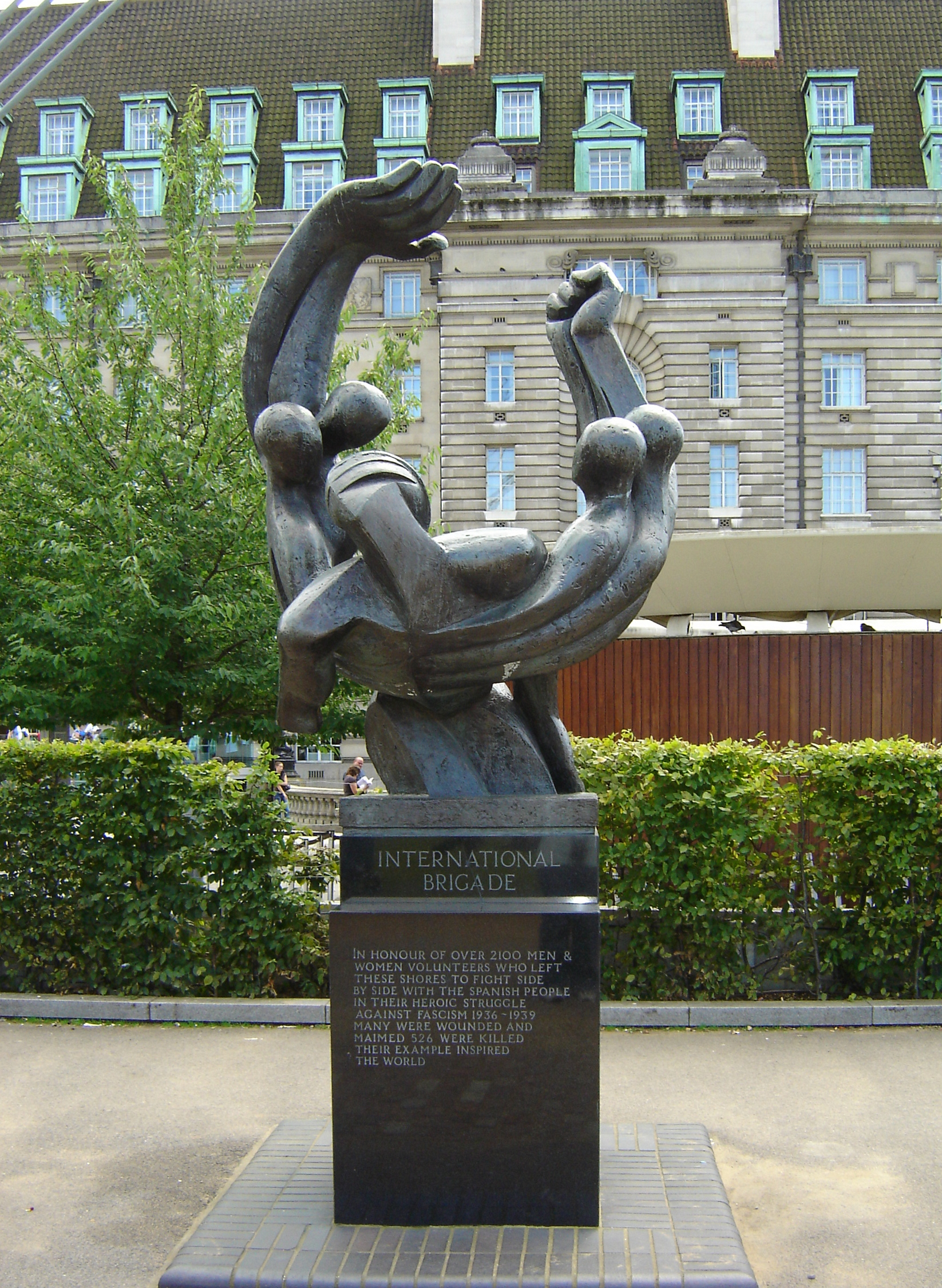
Мемориал Интербригад в Лондоне

Эмиссары Коминтерна Димитров и Мануильский 29 августа 1938 года доложили наркому обороны СССР Ворошилову:

«Политбюро Испанской компартии и тов. Марти поставили перед Коминтерном вопрос о выводе добровольцев из Испании. … Из общего числа интернациональных добровольцев в Испании, 31 тысячи человек, осталось только 10 тысяч, из них не более 5 тысяч активных штыков.»— РГВА, ф. 33987, оп. 3, д. 1149, л. 284—285
Любопытно, что по документам Интербригад через их состав прошло 340 «русских». В число русских были включены несколько десятков приехавших из Палестины, а также добровольцы из Канады, США, Аргентины, Польши, Литвы. То есть все, указавшие в анкете на владение русским языком.
В качестве казуса можно упомянуть, что белоэмигрант, генерал-майор белой армии (до 25 октября 1917 года — полковник лейб-гвардии Измайловского полка) Андрей Есимонтовский дослужился в Интербригадах до звания капитана.

## Другие добровольцы
Помимо бойцов Интербригад, были и другие иностранные добровольцы, воевавшие на стороне Республики. В ополчении испанских анархистов уже в конце 1936 было около 2 тысяч иностранцев — среди них порядка 500 итальянцев, 250 французов и 230 немцев.
В ополчении ПОУМ — Рабочей партии марксистского единства — из примерно 9-10 тысяч бойцов (в конце 1936 г.) было около 700 иностранных добровольцев из 25 стран (в основном по линии Лондонского бюро). Почти половина из них были немцы, значительное число составляли французы и итальянцы. Среди 30 человек, присланных британской Независимой Рабочей партией, был писатель Джордж Оруэлл.
Кроме того, в гражданской войне в Испании участвовали также военные советники и специалисты из Советского Союза: военачальники РККА уровня полковник — комдив, командиры уровня младший командир — майор (лётчики, танкисты, общевойсковые, моряки, артиллеристы, политработники, чекисты и проч.) и гражданские специалисты (переводчики, медики). Эти советники и специалисты из СССР не входили в состав Интербригад (служили при командовании республиканской армии и в частях).

## Известные люди
| - Аалто, Уильям — американский военный и поэт, коммунист - Ангелов, Тодор — болгарский революционер, герой бельгийского Сопротивления - Бахтияр, Шапур — последний премьер-министр монархического Ирана - Баймлер, Ганс — немецкий коммунист - Бетьюн, Норман — канадский хирург - Брандт, Вилли — четвёртый федеральный канцлер ФРГ (1969—1974), лауреат Нобелевской премии мира (1971) - Бруннер, Отто — швейцарский коммунист, командир батальона «Чапаев». - Буш, Эрнст — немецкий актёр театра и кино, певец, театральный режиссёр - Капа, Роберт — фоторепортёр - Дамянов, Георгий — болгарский коммунист, инспектор Интербригад, председатель Президиума Народного собрания Болгарии - Григ, Нурдаль — норвежский писатель - Хемингуэй, Эрнест — американский писатель, журналист, лауреат Нобелевской премии по литературе - Ли, Лори — английский поэт и прозаик - Лонго, Луиджи — комиссар батальона Гарибальди (1936), генеральным инспектором Интернациональных бригад (1937—38), генеральный секретарь Итальянской Коммунистической Партии - Ландау, Курт — австрийский левый политический деятель и публицист - Марти, Андре — комиссар Коминтерна, руководивший Интернациональными бригадами, сталинист, известный как «Мясник Альбасете» - Мархвица, Ханс — немецкий коммунист, писатель - Нонвейллер, Гвидо — хорватский учёный - Мюнних, Ференц – комиссар батальона Ракоши, председатель совета министров Венгерской народной республики - Нанкарроу, Конлон — американский композитор - Джордж Оруэлл — английский писатель и публицист - Райк, Ласло — комиссар батальона Ракоши, министр иностранных дел Венгрии - Людвиг Ренн — немецкий писатель — командир батальона Тельмана (1936), начальник штаба XI интербригады - Робсон, Поль — афро-американский певец - Роман, Вальтер — румынский коммунист - Розман, Франц — народный герой Югославии - Шеху, Мехмет — премьер-министр Албании - Йованович, Жикица — народный герой Югославии - Штерн, Манфред — генерал «Клебер» — командир XI интербригады (1936), первой из сформированных, советский разведчик под легендой - Сверчевский, Кароль Карлович — генерал «Вальтер», командир XIII интербригады, заместитель министра обороны ПНР - Таро, Герда — фотограф - Вейль, Симона — философ - Цайссер, Вильгельм — генерал «Гомес» — командир XIII интербригады, министр государственной безопасности ГДР - Альфаро Сикейрос, Хосе Давид — мексиканский художник, сталинист - Мате Залка — генерал «Лукас» — командир XII интербригады (1936), венгерский писатель - Фокс, Ральф - английский теоретик литературы, публицист, критик, писатель. Один из основоположников марксистского литературоведения в Англии. |

## В культуре
- песня Viva la Quince Brigada

в литературе
- Эрнест Хемингуэй, США. «По ком звонит колокол».
- Джордж Оруэлл, Англия. «Памяти Каталонии».
- Джордж Оруэлл. «Вспоминая войну в Испании».
- Лори Ли, Англия. «Пора войны».
- Михаил Кольцов, СССР. «Испанский дневник».
- Петр Лебеденко, СССР. «Красный ветер».
- Альва Бесси, США. «Антиамериканцы».
- Алексей Эйснер, СССР. "Двенадцатая Интернациональная".

в кинематографе
Псевдоним: Лукач.СССР/Венгрия. 1976 год, режиссеры Манос Захариас , Шандор Кё
- «Ноктюрн», СССР, 1966 год. Снят по мотивам одноимённого рассказа Жана Гривы, в прошлом бойца интернациональной бригады.
- «Земля и свобода», режиссёр Кен Лоуч. Фильм не только об Интернациональных бригадах, а скорее об интернациональных добровольцах, бригады упоминаются.
- Sierra de Teruel[4], режиссёр André Malraux (упоминает интернациональную бомбардировочную эскадрилью, не входившую в состав Интернациональных бригад), 1945 год.
- «Пять патронных гильз», режиссёр Байер Франк, киностудия ДЕФА, 1960 год.
- «Гренада, Гренада, Гренада моя…», режиссёр Роман Кармен, СССР, 1967 год.
- «Бархатный сезон», режиссёр Владимир Павлович, СССР, 1978 год.
- «Голова в облаках», режиссёр Джон Дайган, Великобритания, Испания, Канада, США, 2004 год.
- «Там обитают драконы», режиссёр Роланд Жоффе, США, Испания, Аргентина, 2011 год.
- «Салют, Мария!» — советский двухсерийный чёрно-белый художественный фильм-драма, поставленный на Киностудии «Ленфильм» в 1970 году режиссёром Иосифом Хейфицем.
- «Э́то мгнове́ние» — советский художественный фильм 1968 года режиссёра Эмиля Лотяну, снятый на киностудии «Молдова-фильм». Лауреат Всесоюзного кинофестиваля.